# Antoinette Brepols
Antoinette Brepols, née le 30 avril 1799 à Turnhout en 1799 et morte le 22 août 1858 dans la même ville, est une industrielle belge. 
De 1842 à sa mort, elle a été la patronne de l'imprimerie Brepols et Dierckx, la plus grande imprimerie et maison d'édition belge de l'époque. Elle est une des premières femmes à être à la tête d'une entreprise de cette importance en Belgique.

## Biographie
Antoinette Brepols naît à Turnhout en 1799. Elle est la fille unique de Philippus Jacobus Brepols et Joanna Maria Caluwaerts. Elle épouse en 1820 Jan Jozef Diercks, fils d'un marchand-imprimeur, avec qui elle travaille dans l'imprimerie fondée par son père en 1800,. Ce dernier avait racheté l'imprimerie à la veuve de son ancien patron. À cette époque, l'imprimeur se spécialise dans l'édition d'almanachs, de livres religieux et de livres scolaires. Jusqu'à l'indépendance de la Belgique en 1830, il acquiert plusieurs petites imprimeries et fait croître son entreprise. 
En 1842, le mari d'Antoinette Brepols meurt. Trois ans plus tard, Jacobus Brepols disparaît à son tour et, selon son souhait, c'est sa fille qui lui succède à la tête de l'imprimerie, baptisée Établissement Brepols & Dierckx fils. 
Cette époque correspond à une importante concurrence des Pays-Bas, à laquelle Antoinette Brepols fait face en diversifiant l'offre de l'entreprise, dès lors spécialisée dans les impressions sur papier coloré et les cartes à jouer. 
L'entreprise connaît un grand essor sous la direction d'Antoinette Brepols : de 1847 à 1853, elle passe de 80 à 200 employés. Le succès est tel qu'en 1855 les Établissements Brepols & Dierckx fils participent à l'exposition universelle de Paris. Après ça, l'entreprise se fait connaître et exporte des cartes à jouer à l'international, notamment en Europe, en Amérique du Sud et en Inde. Turnhout est alors la seule ville belge où sont produites des cartes à jouer et en est une des principales exportatrices mondiales. 
Antoinette Brepols meurt en 1858 à Turnhout. Son fils Jan G. Dierckx prend la tête de l'imprimerie. En 1860, il épouse Josephina Dessauer (1840-1904) qui prendra elle-même la tête de l'entreprise lors de son veuvage, de 1865 à 1900.